# Claus Bryld
Claus Bryld (født 29. maj 1940) er en dansk professor i historie og tidligere venstrefløjspolitiker.

## Familie
Han er søn af landsretssagfører Børge Michael Bering Bryld (15/8- 1908 – 30/8-1958), leder af det juridiske råd under DNSAP fra november 1940, og Alice Elisabeth Sidney Møller
Han blev i 1961 gift med Tine Bryld, datter af Erik Worm Begtrup og Bodil Holm, men skilt fra hende i 1969. Hans andet ægteskab er med den klassiske filolog Clara Elisabet (kaldet Clarissa), født Larsen, datter af Andreas Larsen fra Herlufsholm; hun var lektor ved Voksenuddannelsescenter Frederiksberg.

## Uddannelse
Bryld blev mag.art. i historie 1969 og dr.phil. 1993. Han var lektor ved RUC 1973-95 og har været professor samme sted fra 1995.
Bryld var i 1960-67 medlem af SF, aktiv i Atomkampagnen (1960-64) og i Studentersamfundet (1960-65) hvor han i 1962-64 var bestyrelsesmedlem. I 1961 var han medstifter af SF's studenterorganisation, Socialistiske Studenter, og i 1962-63 formand for denne. Han var delegeret ved flere SF kongresser – senest i december 1967. Da SF efter denne kongres blev sprængt, fulgte Bryld med over i VS, hvor han blev indtil 1972. I 1969-71 var han medlem af VS' hovedbestyrelse og i 2. halvår af 1970 medlem af partiets forretningsudvalg. Efter at have været ude et par år, meldte han sig i 1975 atter ind og blev i partiet indtil 1979. Han var i 1970 medstifter af leninistfraktionen i VS, hvor han fortsatte til 1972.
I 1967-71 var Bryld dansk redaktør på Zenith, Nordisk socialistisk tidsskrift, og han producerede også stof til bl.a. Studenterbladet, Politisk Revy og SF Bladet.

## Videnskabelige værker
I dag koncentrerer han sig om sit arbejde som professor i moderne historie på RUC. Han er forfatter til en række bøger: 
- Den demokratiske socialismes gennembrudsår 1884-1916 (1992)
- Hvilken befrielse. Fortælling fra en opvækst i nazismens og retsopgørets skygge (1995)
- Besættelsestiden som kollektiv erindring (1998, med Anette Warring)
- Kampen om historien, essays om brug og misbrug af historien (2001)
- Fædrene åd sure druer - erindring om en politisk familietragedie (2024)